# Google Jamboard

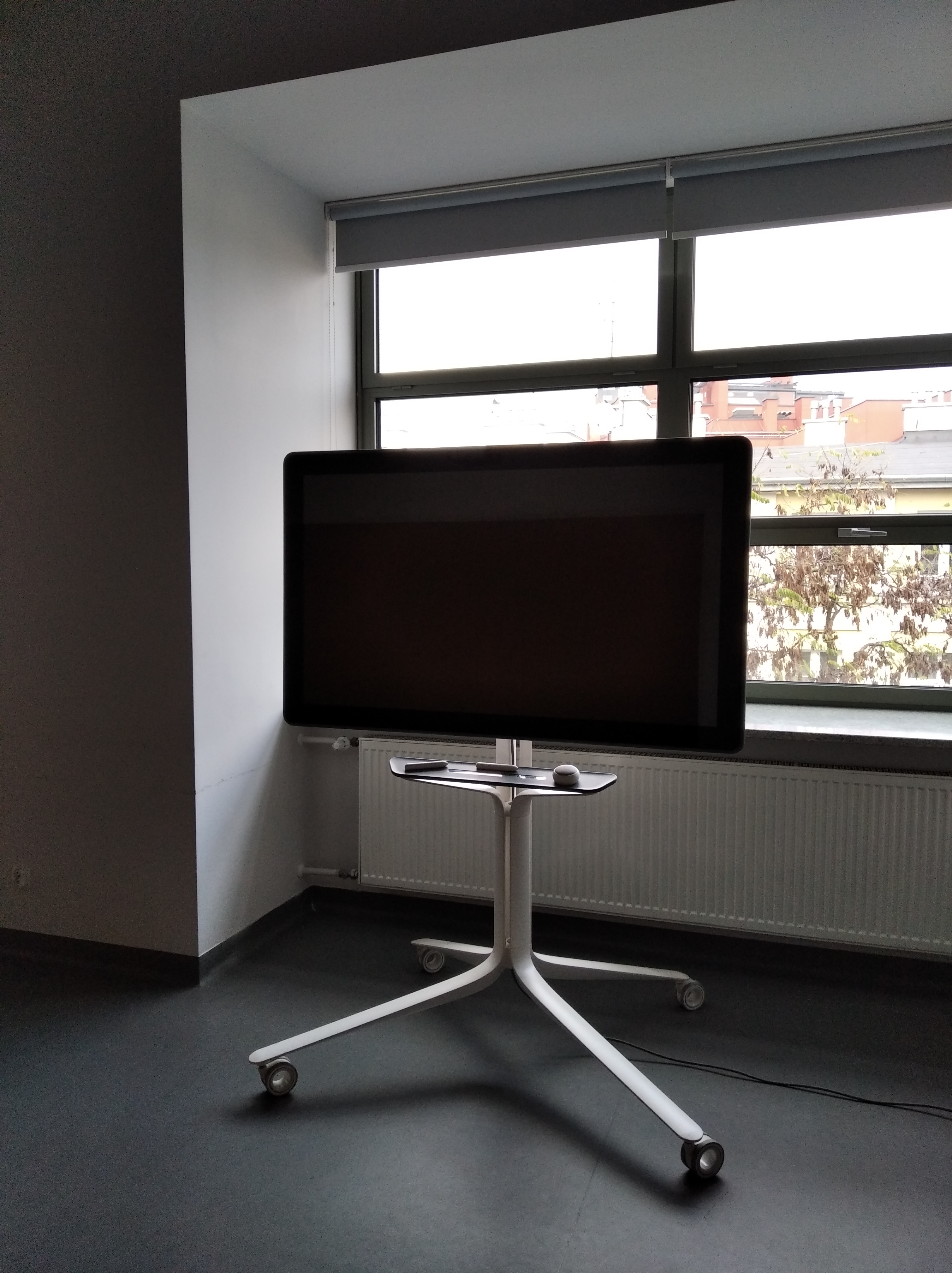
Jamboard-Whiteboard-Gerät

Google Jamboard ist ein interaktives Whiteboard, das von Google als Teil der G-Suite-Familie entwickelt wurde. Das Gerät verfügt über ein 55" 4K Touchscreen-Display und ist kompatibel für die Online-Zusammenarbeit durch plattformübergreifende Unterstützung. Das Display kann auch an der Wand montiert oder als Stativ konfiguriert werden.
Gleichzeitig bezeichnet Google Jamboard aber auch die Software, auf die man von jedem beliebigen Computer zugreifen kann, zum Beispiel im Browser.

## Geschichte
Am 25. Oktober 2016 wurde Jamboard von TJ Varghese, dem Produktmanager der G Suite, im offiziellen Google Blog angekündigt. Der Ankündigungs-Trailer für das Produkt wurde noch am selben Tag auf YouTube veröffentlicht. Gleichzeitig startete eine Website samt einem Early Adopter Program für das Gerät.
Jamboard wurde im Mai 2017 veröffentlicht. Ende 2023 gab Google bekannt, die Produktunterstützung einzustellen und das 55-Zoll-Jamboard-Gerät nur bis zum 30. September 2024 mit automatischen Software-Updates zu versorgen.

## Design
Das Gerät kann an einer Wand montiert oder standardmäßig auf einem vertikalen Ständer mit Rollen aufgestellt werden.

### Hardware
Jamboard verfügt über ein 55" 4K-Display, das Touchscreen unterstützt, eine Bildwiederholrate von 60 Hz hat und bis zu 16 Berührungspunkte gleichzeitig erkennen kann. Es hat eine Wi-Fi-Verbindung, eine HD-Frontkamera, Mikrofon und eingebaute Lautsprecher. Der Touchscreen wird von einem speziellen Stift gesteuert, um das Gerät zu steuern oder darauf zu zeichnen, sowie zu radieren.

### Software
Das Jamboard hat auch ein Betriebssystem, das mit dem Ökosystem der G-Suite kompatibel ist. Der Hauptcontroller des Jamboards kann eine „Jam“ öffnen – eine Sitzung, in der Benutzer teilnehmen und an Projekten innerhalb des verfügbaren Raums arbeiten können. Jeder mit der G-Suite kompatible Dienst kann auch auf jedem angeschlossenen Gerät ausgeführt werden.
Im September 2023 gab Google bekannt, dass auch die für Android-, iOS und Browser verfügbare Jamboard-Applikation eingestellt wird. Zwischen dem 1. Oktober 2024 und dem 31. Dezember 2024 wird kein Bearbeitungsmodus mehr verfügbar sein und ab dem 31. Dezember alle gespeicherten „Jam“-Dateien gelöscht. Das Unternehmen empfahl den Umstieg auf die Konkurrenzprodukte FigJam, Miro und Lucidspark.